# Relaciones Arabia Saudí-Estados Unidos
Las relaciones Arabia Saudita-Estados Unidos son las relaciones diplomáticas entre el Reino de Arabia Saudita y los Estados Unidos de América.

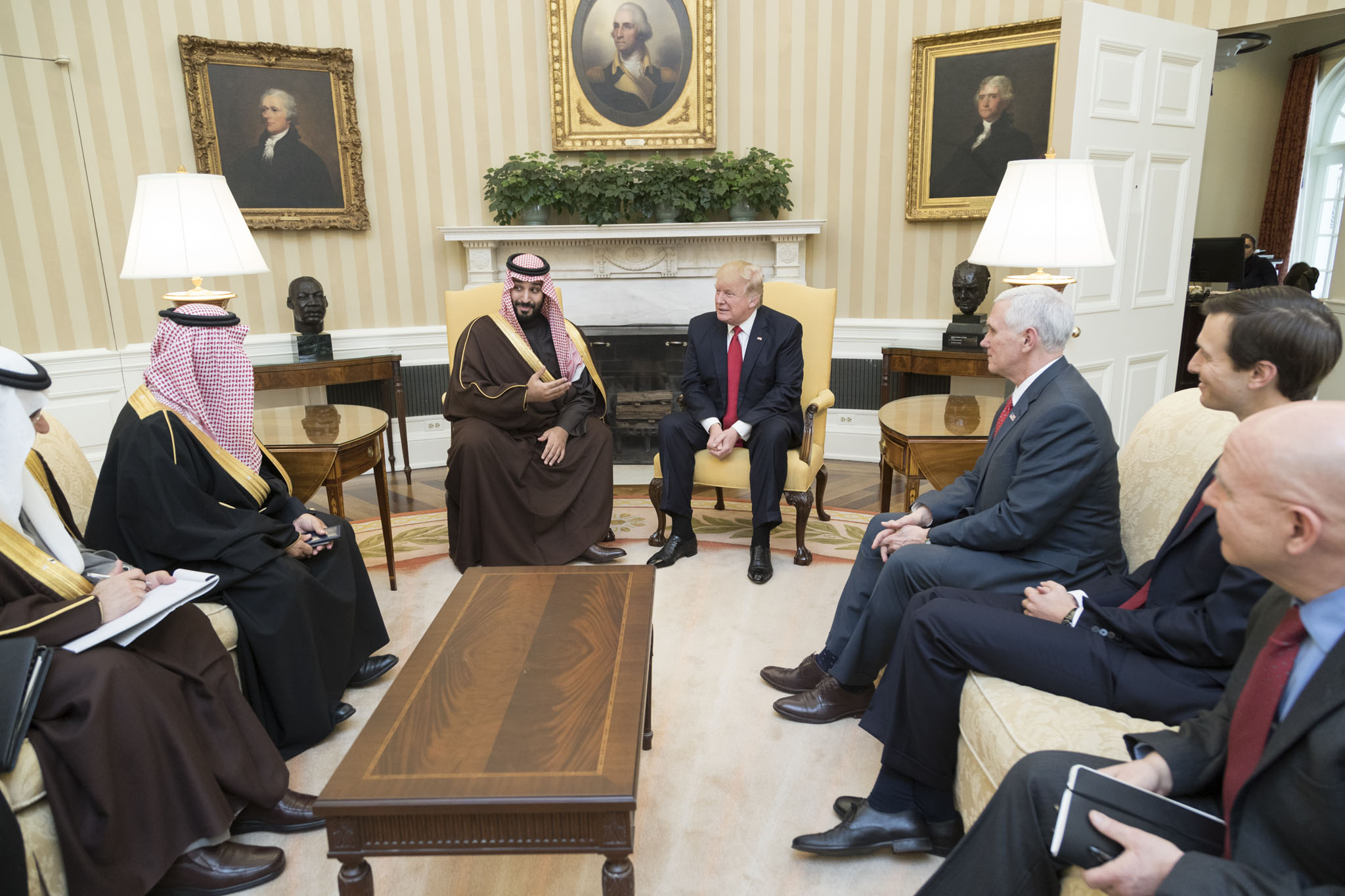
El presidente de Estados Unidos Donald Trump con el príncipe de Arabia Saudita Mohamed bin Salman en la Casa Blanca, marzo de 2017.

Es una relación especial, que comenzó en 1933 cuando se establecieron relaciones diplomáticas plenas. A pesar de las diferencias entre los dos países: una monarquía absoluta ultraconservadora islámica, y una república secular, constitucional - los dos países son aliados, los expresidentes George W. Bush y Barack Obama tienen relaciones estrechas y sólidas con miembros de alto rango de la familia real saudí.
Desde que comenzó la relación moderna entre Estados Unidos y Arabia Saudita en 1945, Estados Unidos ha estado dispuesto a pasar por alto muchos de los aspectos más controvertidos siempre que mantuviera el flujo del petróleo y apoyara las políticas de seguridad nacional de Estados Unidos. Desde la Segunda Guerra Mundial, los dos países se han aliado en oposición al comunismo, en apoyo de los precios estables del petróleo, la estabilidad en los campos petróleo y el transporte de petróleo del golfo Pérsico, y estabilidad en las economías de los países occidentales donde los saudíes han invertido. En particular, los dos países eran aliados contra los Soviets de la guerra soviético-afgana en Afganistán y en la expulsión de Irak de Kuwait en 1991. Los dos países han estado en desacuerdo con respecto al  Estado de Israel, así como el embargo de Estados Unidos y sus aliados por parte de Arabia Saudita y otros exportadores de petróleo de Oriente Próximo durante la crisis petrolera de 1973 (que elevó considerablemente los precios del petróleo), la invasión liderada por Estados Unidos de Irak de 2003 (a lo que Arabia Saudita se opuso), aspectos de la guerra contra el terrorismo, y lo que muchos en Estados Unidos consideran la influencia perniciosa de Arabia Saudita en los ataques del 11 de septiembre. En los últimos años, particularmente en el gobierno de Barack Obama, la relación entre los dos países se tensó y fue testigo de un gran declive. Sin embargo, la relación se fortaleció con el viaje del presidente Donald Trump a Arabia Saudita en mayo de 2017, que fue su primer viaje al extranjero desde que se convirtió en presidente de los Estados Unidos.
A pesar de la fuerte relación entre los dos países, los sondeos de opinión entre las dos naciones muestran sentimientos negativos entre el pueblo estadounidense y el pueblo saudí en los últimos años, en particular los sentimientos estadounidenses hacia el reino del desierto. Una encuesta de saudíes realizada por Zogby International (2002) y BBC (entre octubre de 2005 y enero de 2006) encontró que el 51 % de los saudíes tenía sentimientos hostiles hacia el pueblo estadounidense en 2002; en 2005/2006, la opinión pública saudita se dividió marcadamente: el 38 % vio una influencia positiva en los Estados Unidos y el 38 % la influencia negativa en los Estados Unidos. A partir de 2012, los estudiantes de Arabia Saudita forman el cuarto grupo más grande de estudiantes internacionales que estudian en Estados Unidos, lo que representa el 3,5 % de todos los extranjeros que cursan estudios superiores en Estados Unidos. Una encuesta de diciembre de 2013 encontró que el 57 % de los estadounidenses encuestados tenía una opinión desfavorable de Arabia Saudita y un 27 % favorable.
El entonces presidente de los Estados Unidos, Donald Trump, se reunió con el gobierno saudí para mostrar diplomacia y un movimiento político para el comercio abierto en su visita a Riad en marzo de 2018. Reuters informa de un compromiso de 40 mil millones de dólares del gobierno saudí (mediado a través de Black Stone Defense Company y El Fondo de Inversión Pública de Arabia Saudita) para el ambicioso plan de infraestructura del presidente Donald Trump.
En octubre de 2018, el caso Yamal Jashogyi poner a los EE. UU. en una situación difícil ya que Trump y su yerno, Jared Kushner, comparten un fuerte vínculo personal y oficial con Mohamed bin Salman. Durante una entrevista, Trump prometió llegar al fondo del caso y que habría un «castigo severo» si se descubre que el reino saudí está involucrado en la desaparición o asesinato del periodista. El Ministerio de Relaciones Exteriores de Arabia Saudita respondió con una expresión de enojo que «si Arabia Saudita recibe alguna acción, responderá con mayor acción», y citó el «papel influyente y vital del reino rico en petróleo en la economía global». Según Turki Aldajil, el canal de noticias de propiedad saudí y el gerente general de [Al-Arabiya], este choque entre los dos países tendría un efecto directo en la economía mundial. «Si las sanciones estadounidenses se imponen a Arabia Saudita, enfrentaremos un desastre económico que sacudirá a todo el mundo», aventuró Aldajil.
Después de semanas de negación, Arabia Saudita aceptó que Khashoggi murió en el consulado de Arabia Saudita en Estambul durante una «pelea a puñetazos». Adel al-Jubeir describió la muerte del periodista como un «asesinato» y un «tremendo error». Pero negó el conocimiento del paradero del cuerpo. Tras el caso, los Estados Unidos prometieron revocar las visas de los ciudadanos sauditas responsables de la muerte de Khashoggi.
En noviembre de 2018, Trump defendió a Arabia Saudita, a pesar de la participación del país en el asesinato de Jashoggi. Los expertos en Oriente Próximo creen que el Congreso aún podría imponer sanciones a algunos funcionarios saudíes y al príncipe heredero. Sin embargo, incluso sin las sanciones impuestas, es imposible que Mohamed bin Salman visite Washington o tenga una relación directa con el gobierno de Trump.
Sin embargo, en noviembre de 2018, las relaciones entre Estados Unidos y Arabia Saudita se fortalecieron cuando Trump nombró a John Abizaid, un general retirado del ejército estadounidense que hablaba árabe como embajador estadounidense en el país.
El 12 de diciembre de 2018, Comité de Relaciones Exteriores del Senado de los Estados Unidos aprobó una resolución para suspender la venta de armas a Arabia Saudita e imponer sanciones a las personas que obstaculizan el acceso humanitario en Yemen. El senador Lindsey Graham aseveró: «Esto envía un mensaje global de que solo porque usted sea un aliado de Estados Unidos, no puede matar con impunidad. La relación con Arabia Saudita no está funcionando para Estados Unidos. Es más una carga que un activo».
Arabia Saudita está catalogada como la 27ª economía de exportación más grande del mundo. Arabia Saudita ha demostrado históricamente ser un puerto comercial exitoso, ejemplificado a través de estadísticas que muestran un saldo comercial positivo de casi 32 mil millones de dólares en 2016.